# سنوكوالمي (واشنطن)
سنوكوالمي (/snoʊˈkwɔːlmi/ snoh-KWAWL-mee) هي مدينة بجوار شلالات سنوكوالمي في مقاطعة كينغ، واشنطن، الولايات المتحدة.